# Gogolák Péter
Gogolák Péter Kornél, Pete vagy Peter Gogolak (Budapest, 1942. április 18. –) amerikai-magyar amerikaifutball-játékos, rúgótechnikájának köszönhetően a sportág forradalmasítója.

## Élete
Budapesten született Gogolák János fogorvos fiaként. Pasaréten nevelkedett, gyerekként a Pénzügyőr-pályán focizott, majd az akkor Kinizsi név alatt szereplő Ferencváros igazolt játékosa lett, ahol többek között Albert Flórián is csapattársa volt. A család 1956-ban, az akkor 14 éves Péterrel, a 12 éves Károllyal és az épp várandós édesanyával, Saroltával az osztrák-magyar határon át elmenekült az országból, majd az Egyesült Államokba távozott, és a New York állambeli Ogdensburgban telepedett le. Öccsével, Károllyal (Charlie) itt ismerkedtek meg az amerikaifutball alapjaival, melynek később meghatározó alakjaivá váltak.

## A pontrúgás megújítása
Gogolák tanulmányait a Cornell Egyetemen végezte, ahol az intézmény csapatában is játszott. Az 1961-es szezonban lőtt 41 yardos (37.4 m) találata meghatározóvá vált az egyetemi futball fejlődésében, és később változásokat hozott professzionális szinten is. Míg előtte a rúgójátékosok egyenesen, spiccel rúgtak, addig Gogolák (az európai labdarúgásban is alkalmazott) rüszttel rúgta el a tojás alakú játékszert. Így a korábbiaknál jóval messzebbre szállt a labda.
1964-ben, az egyetemi elvégzése után az American Football League-ben szereplő Buffalo Bills szerződtette, így egy felsőbb ligában is bemutathatta szokatlan rúgótechnikáját. 1965-ben 115 pontot szerzett, és játékostársai szavazatai alapján beválasztották a Sporting News újság AFL All-League csapatába.

## Szerepe az AFL-NFL egyesülésben
Gogolák volt az első játékos, aki az AFL-ből az NFL-be igazolt, amivel egy folyamatot indított el, melynek betetőzése a két liga egyesülése lett. Annak ellenére, hogy rúgójátékos volt, igen jó fizetést kapott csapatától, melynek csökkentésébe nem egyezett bele. Így 1966-tól a New York Giants játékosa lett, melynek eredményeként megkezdődött a két liga közötti versenyfutás a játékosok leszerződtetésére. Végül a vezetők megegyeztek és 1966. június 8-án az AFL és az NFL összeolvadt egy 24 csapatból álló ligává.

## New York Giants
Kilenc szezonon keresztül volt a Giants rúgójátékosa. 646 pontot szerzett, amivel máig a csapat legeredményesebb játékosának számít. Emellett ő tartja a legtöbb touchdown utáni mezőnygól-kísérlet rekordját is: 277-ből 268 pontot ért el. 1972 novemberében a Philadelphia Eagles ellen 8 pontot szerzett, mellyel ugyancsak csúcstartó lett csapatában. Ezen kívül a legtöbb egymást követő mezőnygól (133) és a legtöbb mezőnygól-kísérlet (219-ből 126) csúcstartója is.

## Magánélete
1974-es visszavonulása után a manhattani R.R. Donnelley Financial nyomdaipari cég alelnöke lett, és családjával a Connecticut állambeli Darienben él.
Idősebb öccse, Károly is elismert játékos lett, miután befejezte a tanulmányait a Princeton Egyetemen. Pályafutása során a Washington Redskins és New England Patriots csapataiban játszott.
Fia, a restaurátorként dolgozó David, 2008 januárjában egy lavina áldozatává vált, miközben a montanai hegyekben síelt.